# Égypte aux Jeux olympiques d'été de 1928
L'Égypte participe pour la 4e fois aux Jeux olympiques d'été,  à l’occasion des Jeux olympiques d'été de 1928 qui se déroulent à Amsterdam, aux Pays-Bas. Ce pays est représenté par une délégation de 32 athlètes, tous masculins. Pour la première fois de son histoire olympique, l’Égypte remporte des médailles, 4 en l’occurrence dont 2 en or, ce qui lui permet de figurer en 17e place au rang des nations. 

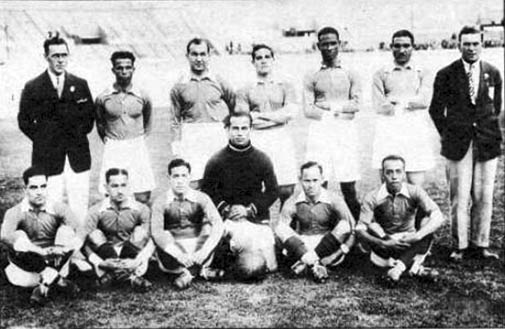
L'équipe de football égyptienne qui termine quatrième du tournoi olympique.

## Tous les médaillés égyptiens
| Médaille           | Nom              | Sport         | Épreuve                                           |
| ------------------ | ---------------- | ------------- | ------------------------------------------------- |
| Médaille d'or      | El Sayed Nosseir | Haltérophilie | Mi-lourds 75–82.5 kg                              |
| Médaille d'or      | Ibrahim Moustafa | Lutte         | Lutte Gréco-Romaine Poids mi-lourds, 75 - 82.5 kg |
| Médaille d'argent  | Farid Simaika    | Plongeon      | Plongeon de haut-vol Plateforme à 10 mètres       |
| Médaille de bronze | Farid Simaika    | Plongeon      | Tremplin à 3 mètres                               |

## Sources
- (fr) Égypte sur le site du Comité international olympique
- (en) Bilan complet de l’Égypte sur le site olympedia.org